# Калинино (Вурнарский район)
Кали́нино (чув. Нурӑс) — село в Вурнарском районе Чувашской Республики. Административный центр Калининского сельского поселения. В 1939 — 1956 годы являлось районным центром ныне упразднённого Калининского района Чувашской АССР.

## История
В 1939 г. образован новый Калининский район с центром в селе Норусово, которое тем же постановлением переименовано в Калинино.

## Население
| 2010 | 2012  |
| ---- | ----- |
| 1343 | ↗1548 |

## Социальные объекты
На территории села работают:
1. МБДОУ "Детский сад «Светлячок»
2. МБОУ «Калининская СОШ»
3. Приход храма Покрова Божией Матери
4. БОУ «Калининская общеобразовательная школа-интернат для обучающихся с ограниченными возможностями здоровья»
5. БУ «Калининский ПНИ»

## Известные уроженцы
- Тимаков, Виктор Иосифович (1910—1975) — советский военачальник, генерал-майор.